# جزيرة شودو
جزيرة الشودو (باليابانية:小豆 島) هي جزيرة تقع في البحر الداخلي اليابان. ويعني اسمها حرفيا «جزيرة الفاصوليا الصغيرة». هناك اثنان المدن على الجزيرة: تونوشو وشودوشيما، تضم منطقة شوزو.
الجزيرة تشتهر كمكان لرواية أربع وعشرون عيناً، وصور فيها لاحقاً أجزاء من فيلم التكيف. كانت الجزيرة أول منطقة من اليابان لزراعة الزيتون بنجاح، والتي تعرف أحيانا باسم «جزيرة الزيتون».